# カーライル和平使節団

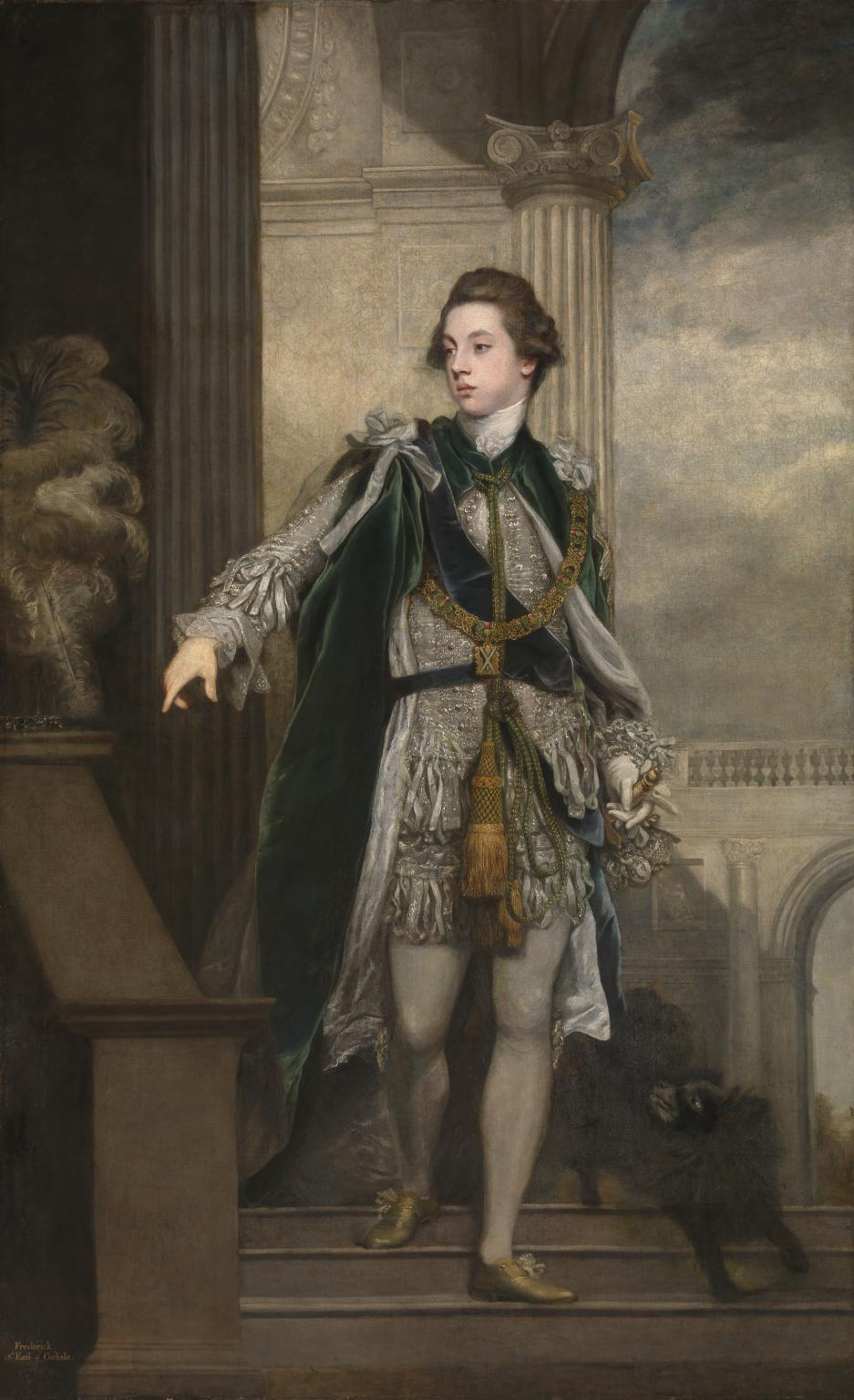
第5代カーライル伯爵フレデリック・ハワード、使節団の団長を務めた

カーライル和平使節団 （カーライルわへいしせつだん、英: Carlisle Peace Commission）は、アメリカ独立戦争中の1778年にイギリスから北アメリカに派遣された使節団である。その任務は、独立宣言を発して反乱を起こしていた13植民地に対し、大英帝国の中での自治政府を提案することだった。植民地の代表である第二次大陸会議は、イギリス軍が占領していたフィラデルフィアからまさに撤退しようとしていることに気付いており、完全な独立を要求することに固執した。この使節団はそこまで飲む権限は与えられていなかった。この使節団は、イギリス政府が初めて大陸会議を相手に交渉することに公式に合意したものだった。2年前の1776年に行われたスタテン島和平協議はそうした認知もないままに行われていた。

## 背景
1775年3月に勃発したアメリカ独立戦争で、イギリスと反乱を起こした13植民地の間に行われた最初の交渉の試みは1776年9月のことだった。この時、第二次大陸会議の代表がイギリス海軍のリチャード・ハウ提督とスタテン島で会談することに合意した。しかし、ハウは各植民地を個々に扱うことしか権限を与えられていなかった。この限られた権限では、ハウもアメリカの代表団も歩み寄ることができず、会談から何の成果も得られなかった。この会談は、アメリカ側がその直前にアメリカ独立宣言を発していたこともあり、これはハウが認知する権限をこえていたことと、またアメリカ側代表団が大陸会議から交渉にあたっての実質的な権限を与えられていなかったので失敗した。
1777年10月にイギリス軍がサラトガで敗北した後、その勢力が脅威となるフランスがアメリカの独立を認知し、イギリス首相フレデリック・ノースは議会に対して、茶法やマサチューセッツ統治法など攻撃的な施策を撤回し、大陸会議との交渉による解決を図るために使節を派遣することを要求した。この使節団はある種の自治政府を提案する権限を与えられた。その考えはマサチューセッツ湾植民地総督を務めたことのあるトマス・パウナルが10年も前に初めて提案していたものであり、その後イギリス連邦という形になった。この使節団が政体としての大陸会議と交渉する権限を与えられたという事実は、それまで各植民地を個々にしか扱わなかったイギリス政策の変化を表すものでもあった。
歴史家のデビッド・ウィルソンは、この条件が1775年に提案されておれば、戦争は避けられていたであろうという意見である。しかし、歴史家のピーター・ウィットリーは、イギリス国王ジョージ3世が当時そのような提案をすることに合意する可能性は薄かったと指摘している。

## 使節団
初代オークランド男爵ウィリアム・イーデン（当時33歳）が使節団を組織し、自ら加わったが、その団長は第5代カーライル伯爵フレデリック・ハワード（同30歳）となり、その他に以前西フロリダの総督を務めていた（在任1763年-1767年）ジョージ・ジョンストン（同48歳）が加わった。当時のイギリスの政治家ホレス・ウォルポールは、まだ若かったカーライルのことを「作られようとしていなかった条約を作るのに大変適した」者であり、「事業には完全に無知であり、大望は無いが、穏健なところがあり、妥協は少ない」と評していた。団員の提案をされていたリチャード・ジャクソンは、アメリカとフランスが同盟条約を締結したことを知って、参加を辞退した。代表団の面々も4月に出発する前に米仏同盟を知った。
代表団が出発前に知らなかったことは、北アメリカのイギリス軍総司令官であるヘンリー・クリントン将軍がフィラデルフィアからの撤退を命令していたことであり、その命令は彼らの出発する1ヶ月も前に発せられていた。カーライルは、それを知っておれば出発しなかったであろうから、情報伝達の遅延は意図的になされたという意見だった。カーライルは妻に宛てた手紙で状況を説明して、「我々は皆深刻な顔をしており、おそらく澄ましこんでいると思う。我々が戻った時にそう考えてくれる人がいないことを恐れる。...私はここで何をすべきかわからない。」と記していた。カーライルは撤退が計画されていることを知った時に、クリントンにそれを遅らせるよう訴えたが、クリントンは遅滞無く行動するように命令を出したことを挙げて、その訴えを拒否した。このことでカーライルは政府が使節団に「冷笑、無効および当惑の混合物」になることを望んだと考えるようになった。イーデンは、イギリス軍の撤退する意図がさらにアメリカ側の決意を固めることになるので、クリントンの命令を知らされなかったことに動揺した。
6月3日、使節団は当時ペンシルベニアのヨークで会期を開いていた大陸会議に1組の提案を送付した。大陸会議の回答は、アメリカの独立が認められるか、あるいはまずイギリス軍全軍が植民地から撤退することを主張するものだった。このような条件は使節団が認める権限を越えているものだった。使節団は破壊が広がることを警告して、大衆世論に訴えることを試みたが、成功しなかった。ジョンストンは大陸会議の代議員数人を買収することを試み、アメリカ側に付いて戦っていたラファイエット侯爵が、カーライルの行った反フランス的声明に対して決闘を申し込んだ。
ペンシルベニア邦代表の大陸会議代議員ガバヌーア・モリスはこの提案に反対するエッセーを幾つか残した。使節団は1778年10月10日にコネティカットのハートフォード・クーラントで印刷した綱領を配った。イギリスでこの戦争に反対する指導者だったロッキンガム侯チャールズ・ワトソン＝ウェントワースはこの綱領に書かれた脅迫に反対し、それを否認させる方向に動いた。

## 後日談
ジョンストンは8月にイギリスに戻り、他の2人は11月に帰国した。イギリス軍はワシントン軍との決戦に持ち込むことができないままに、軍事行動を再開し、北アメリカで戦争に勝利するための次の試みとして南部戦線に目を向けた。1781年にヨークタウンでアメリカ軍が決定的な勝利を掴むまで、これ以降の実質的な和平のための動きは無かった。